# Enskede IK
Der Enskede Idrottsklubb ist ein schwedischer Fußballverein aus dem Stockholmer Stadtteil Gamla Enskede. Der Klub spielte zeitweise in der drittklassigen Division 1.

## Geschichte
Enskede IK gründet sich 1914. Lange Zeit verfügte der im Breitensport angesiedelte Klub über Mannschaften in verschiedenen Sportarten, ehe er sich auf den Fußballsport konzentrierte. Die Fußballer traten lange Zeit im unterklassigen Ligabereich an. Nachdem die Mannschaft 1994 nach dem Aufstieg eine Spielzeit in der Viertklassigkeit antrat, spielte sie in den folgenden Jahren um den erneuten Wiederaufstieg. Nachdem dieser Ende 2001 geschafft wurde, gelang zwei Spielzeiten später der Aufstieg in die Drittklassigkeit. Bei einer Ligareform am Ende der Spielzeit 2005, in deren Folge die Division 1 als neue drittklassige Spielklasse für die folgende Spielzeit eingeführt wurde, rutschte der Klub in die Viertklassigkeit zurück. Nach zehn Spielzeiten in der viertklassigen Division 2 erfolgt als Staffelsieger der Aufstieg in die Drittklassigkeit. Als Aufsteiger platzierte sich die Mannschaft in der Spielzeit 2016 mit drei Punkten Vorsprung auf den von IFK Luleå belegten Relegationsplatz auf dem neunten Tabellenplatz. In der folgenden Spielzeit wurden nur sieben Saisonspiele gewonnen, gemeinsam mit Vasalunds IF und Schlusslicht IFK Luleå stieg der Klub wieder ab.
Nach dem Abstieg platzierte sich der Enskede IK regelmäßig im mittleren Tabellenbereich der Division 2 Svealand.
Die Wettkampf- und Jugendmannschaften im Männer- sowie Frauenfußball nutzen das Stadion Enskede IP sowie die zugehörigen Sportplätze als Spielstätte für ihre Heimspiele.